# Allt jag är och har, Gud
Allt jag är och har, Gud är en körsång med text och musik av Sidney E. Cox. Titeln finns representerad i flera psalmböcker och vem som översatt Cox' text till svenska är okänt. 

## Publicerad i
- Frälsningsarméns sångbok 1990 som nr 789 under rubriken "Helgelse".